# SNCB 16 sorozat
Az SNCB 16 sorozat egy belga Bo'Bo' tengelyelrendezésű, négyáramnemű villamosmozdony-sorozat. Összesen nyolc db készült belőle 1966-ban a belga állami vasúttársaság, az SNCB részére a nemzetközi TEE forgalom részére. A mozdonyokat Belgiumból induló határon átnyúló járatokhoz építették, Franciaországban, Hollandiában és Németországban is üzemeltethetők. A Thalys villamos motorvonatok kiszorították őket ezekről a járatokról, és végül néhány csúcsforgalmi elővárosi vonatban közlekedtek 2007-ig, amikor kivonták őket a forgalomból, de kettőt közülük megőriztek.